# Амур (автодорога)
Федера́льная автомоби́льная доро́га Р297 «Аму́р» (до 31 декабря 2011 года М58) — автомобильная дорога федерального значения Чита — Хабаровск, с подъездом к Благовещенску.
ФАД «Аму́р» проходит по территории Забайкальского края, Амурской и Еврейской автономной областей, Хабаровского края. Протяжённость автодороги  2165 километров. Дорога является продолжением на восток федеральной трассы Р258 «Байкал», является частью азиатского маршрута AH30 Чита — Хабаровск — Уссурийск, а также является составной частью евроазиатского международного транспортного коридора «Транссиб» (Центральная Европа — Москва — Екатеринбург — Красноярск — Хабаровск — Владивосток — Находка).

## История
На конец XIX столетия, в Амурской области, казачьи станицы содержали тракт вдоль Амура для дохода от почтовой гоньбы. А на начало XX столетия, в области, из грунтовых дорог наибольшее значение имел колесный путь Благовещенск — Хабаровск и так называемый «почтовый тракт» по берегу Амура, представляющий собою или плохую грунтовую дорогу, или вьючную тропу.
Ещё до февральской и Октябрьской революций 1917 года параллельно с Транссибирской железнодорожной магистралью стали строить автомобильную дорогу, которая так и называлась Старым Московским трактом, но довели её только до Читы, т. к. случилась Великая Октябрьская революция.
Позднее, перед Великой Отечественной войной Старый Московский тракт был реконструирован по приказу Командующего войсками Дальневосточного фронта.

Начав знакомиться с делами фронта и оперативными планами, Апанасенко обнаружил, что вдоль большей части Транссибирской железной дороги с её десятками мостов и тоннелей нет надежной автомобильной трассы, которая шла бы параллельно железной дороге. Это обстоятельство делало войска фронта крайне уязвимыми, так как линия железной дороги проходила подчас совсем недалеко от границы. Японцам достаточно было взорвать несколько мостов или тоннелей, чтобы лишить армии фронта и свободы манёвра, и надёжного снабжения. Апанасенко тут же приказал начать строительство надежной дороги протяженностью почти в тысячу километров, используя при этом не только строительные подразделения фронта, но и население прилегающих районов. Срок для этой огромной работы был установлен предельно кратким — пять месяцев. Забегая вперед, нужно сказать, что приказ Апанасенко был выполнен, и дорога от Хабаровска до станции Куйбышевка-Восточная была построена к 1 сентября 1941 года.— РГ

### 1966 — 1995 годы
Решение о начале строительства автодороги Чита — Хабаровск принято распоряжением Совета Министров СССР от 13 июля 1966 года и распоряжением Министерства транспортного строительства СССР от «18 июля 1966 года. В соответствии с заданием Главдальстроя от 9 августа 1966 года в 1967 году институтом Союздорпроект» было разработано технико-экономическое обоснование строительства автодороги Чита — Хабаровск.
В связи с тем что Старый московский тракт проходил на небольшом расстоянии от границы с Китаем, было принято решение строить автодорогу на удалении от государственной границы.
После одобрения Правительством СССР в 1967 году тактико-экономического обоснования, и учитывая стратегическое и оборонное значение автодороги, строительство было поручено Министерству обороны СССР.
Перед военными строителями были поставлены сложнейшие задачи. Им предстояло построить 2165 км автодороги на тяжелых грунтах многолетней мерзлоты и труднодоступных горных районах.
В соответствии с постановлением ЦК КПСС и Совета Министров СССР от 23 октября 1970 года № 878-301 «О строительстве и реконструкции приграничных автомобильных дорог в районах Восточной Сибири, Дальнего Востока и Средней Азии», по мере окончания работ по строительству и реконструкции автодороги Иркутск — Чита на своих участках, дорожно-строительные бригады Главного военно-строительного управления Министерства обороны СССР перемещались на строительство автодороги Чита — Хабаровск. Работы были начаты в 1977 году на двух участках:
- Чита — Николаевка — Знаменка в Читинской области;
- Пашково — Свободный в Амурской области;[8]

Позднее было принято решение о строительстве, силами трёх дсбр ГВСУ МО СССР, с двух направлений:
- 159 одсбр ГВСУ МО СССР развернула строительство на участке Чита — Николаевка — Знаменка с западного направления;
- 146 одсбр ГВСУ МО СССР развернула строительство на восточном участке дороги в направлении Пашково — Архара — Завитинск;
- одна одсбр ГВСУ МО СССР развернула строительство на восточном участке дороги в направлении Завитинск — Белогорск — Свободный — Сиваки;

Общая протяжённость автодороги с подъездами достигала 2283 км, из них существующая дорога с твёрдым покрытием составляла 370 км. Предстояло построить 1913 км новой капитальной дороги.
С начала строительства до 1992 года силами дсбр было построено 510 км дороги с асфальтобетонным покрытием по нормативам III технической категории, при этом освоено более 300 000 000 рублей капитальных вложений в сметных ценах 1969 года. С 1984 по 1992 годы на М-58 построено:
- более 30 капитальных мостов и путепроводов, в том числе крупный мост через реку Зею длиной 750 метров;
- два комплекса зданий и сооружений дорожной и автотранспортной служб дороги;
- автозаправочные станции;
- посты ГАИ и другие объекты;[8]

### 1990-е годы
Постановлением Правительства Российской Федерации от 24 декабря 1991 года № 62 автодорога «Амур» Чита — Хабаровск получила статус федеральной.
Всего, с 1978 до 1995 годы силами преимущественно военных строителей были введены в строй участки дороги в районе Читы, Благовещенска и Хабаровска общей протяженностью 605 км, чуть больше 35 километров в год. 24 мая 1995 года вышло постановление Правительства Российской Федерации № 537 «Об ускорении строительства федеральной дороги Чита — Хабаровск».

### Достройка автодороги

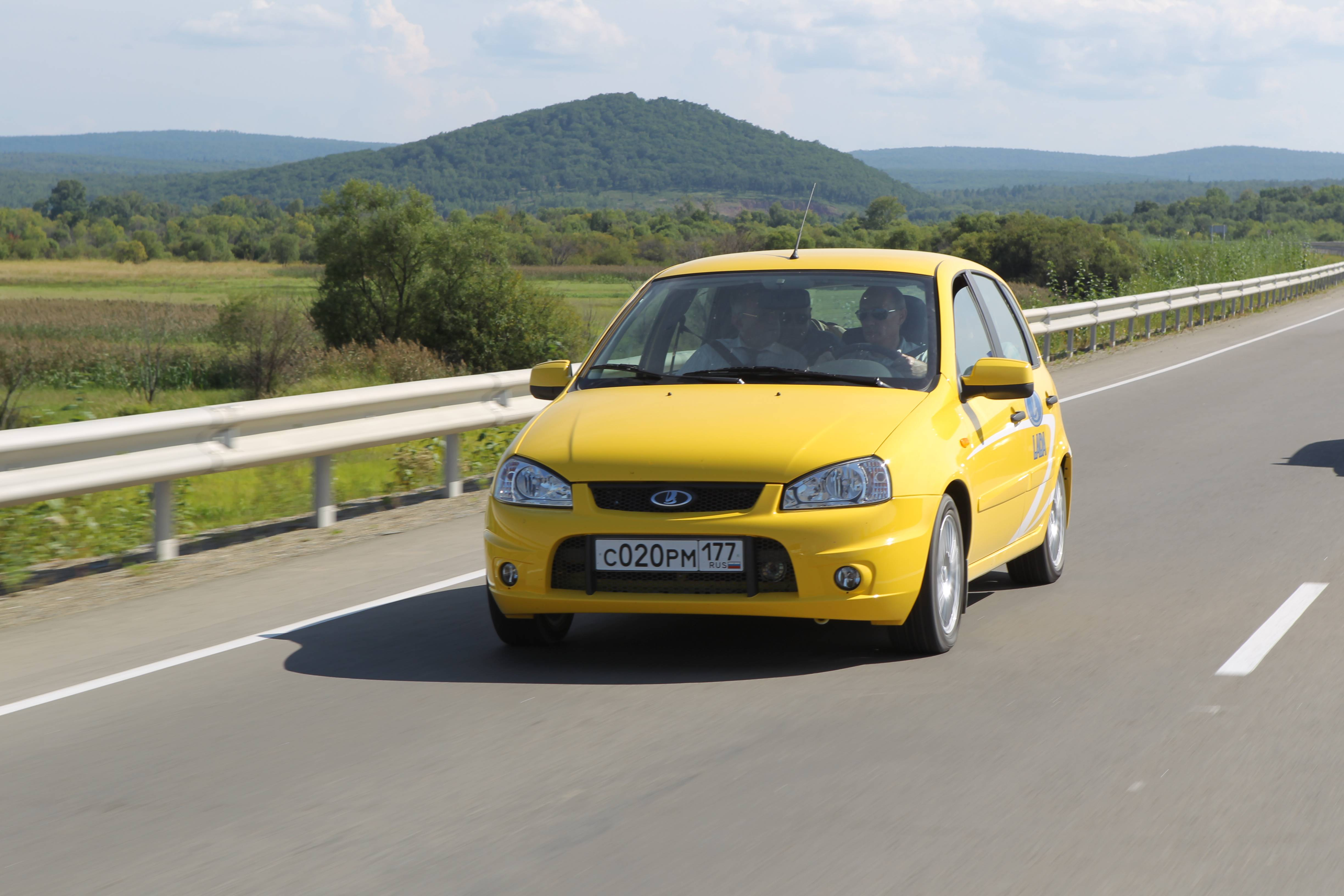
Автомобильная дорога федерального значения «Амур», 27 августа 2010 г. За рулём Владимир Путин.

Решение о достройке автодороги было принято в 2000 году. К этому времени на трассе существовал разрыв в 800 км, часть построенной ранее магистрали пришла в негодное состояние. Стройка курировалась Росавтодором, проект трассы был разработан проектным институтом «ИркутскгипродорНИИ» совместно с государственным учреждением «Межрегиональная дирекция по дорожному строительству в дальневосточном регионе России». Согласно планам, участок Чита — Хабаровск должен иметь ширину в 7 м, за сутки по нему будет проезжать до 3000 автомобилей со средней скоростью 100 км/ч.

Строится «Амур» с 1978 года. Но за первые 20 лет её строительства, до 1998 года, объём выполненных работ здесь не превысил 25 %. И только с 2002 года стройка снова активизировалась. — 
Формально автодорога была запущена в эксплуатацию 27 февраля 2004 года. К тому времени были выполнены работы по первой стадии: грунтовое и щебёночное покрытие автодороги. Затем, до укладки твердого покрытия автодорога была покрыта битумной смесью, эта работа была закончена в 2007 году. В начале января 2008 года Росавтодором было объявлено, что строительство будет продлено до 2011 года. В 2008 году по плану должно быть заасфальтировано 509 км трассы, до этого фактически удавалось заасфальтировать лишь по 20-25 км в год.
На начало 2008 года, на строительстве автодороги одновременно были заняты около 6 тыс. человек. Финансирование стройки составило: в 2005 году — 5 млрд руб., в 2006 году — 6 млрд руб., в 2007 году — 9,1 млрд руб. (фактически освоено лишь 5,1 млрд руб.). В 2009 году в эксплуатацию должно было быть сдано 705 километров дороги. На строительстве трассы работало около 10 тысяч человек.

С 1990-х годов было выделено 70 000 000 000 рублей, причем 35 000 000 000 в последние три года.— Игорь Левитин, министр транспорта РФ

Хабаровск, площадь Ленина, памятный знак «Нулевой километр федеральной автомобильной дороги „Чита — Хабаровск“»

О завершении строительства трассы было официально объявлено в сентябре 2010 года. В ознаменование завершения строительства автодороги в Хабаровске на площади Ленина 24 сентября 2010 года был установлен памятный знак «Нулевой километр федеральной автомобильной дороги „Чита — Хабаровск“».

## Техническая характеристика
- Техническая категория: III;
- Ширина проезжей части: 7 м;
- Ширина земляного полотна: 12 м;
- Расчётная интенсивность движения: 3000 автомобилей в сутки;
- Расчётная скорость движения: 100 км/ч;
- Протяжённость: 2165 км;
- Количество полос движения: две;
- Тип покрытия: усовершенствованный облегчённый;

## Современное состояние
Актуальной проблемой оставался ремонт участков общей протяженностью 641 километр, где асфальт был уложен ещё в 1980-х годах и свой срок полностью отслужил. Выполнение капитального ремонта планировалось на 2010 — 2011 годы.
В октябре 2011 вдоль трассы заработала сеть мобильной связи, в которой действуют операторы «Большой тройки»: «МТС», «Билайн», «Мегафон». Общий объём инвестиций составил 4 млрд рублей.
По состоянию на декабрь 2014 года, трасса полностью асфальтирована, однако встречались короткие гравийные участки по несколько метров для устранения волн на дороге.

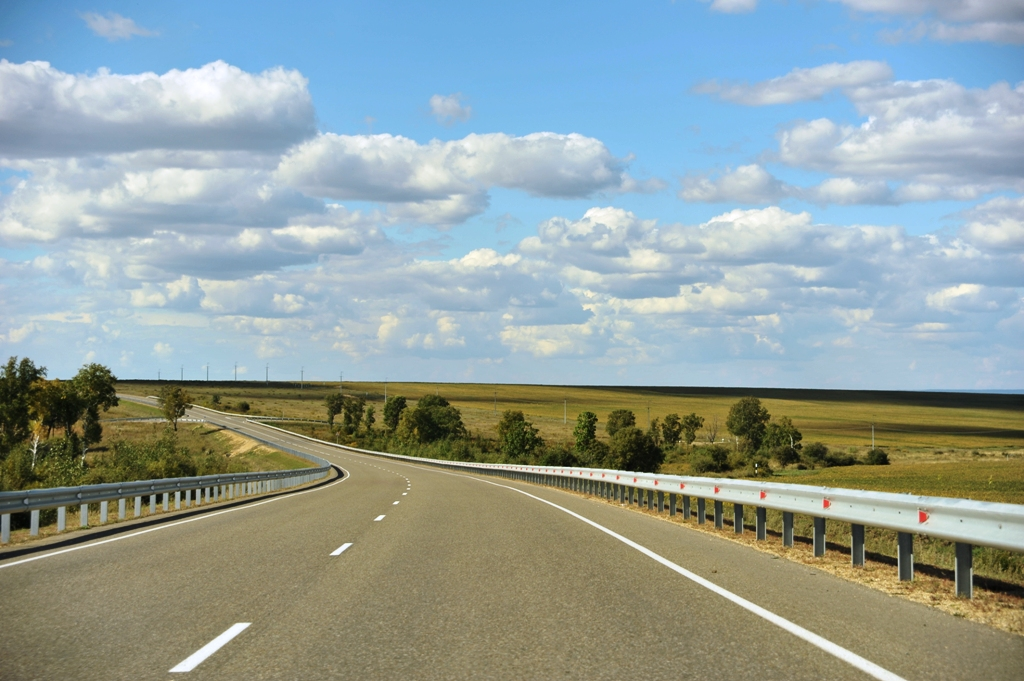
Федеральная автодорога Р-297 «Амур»
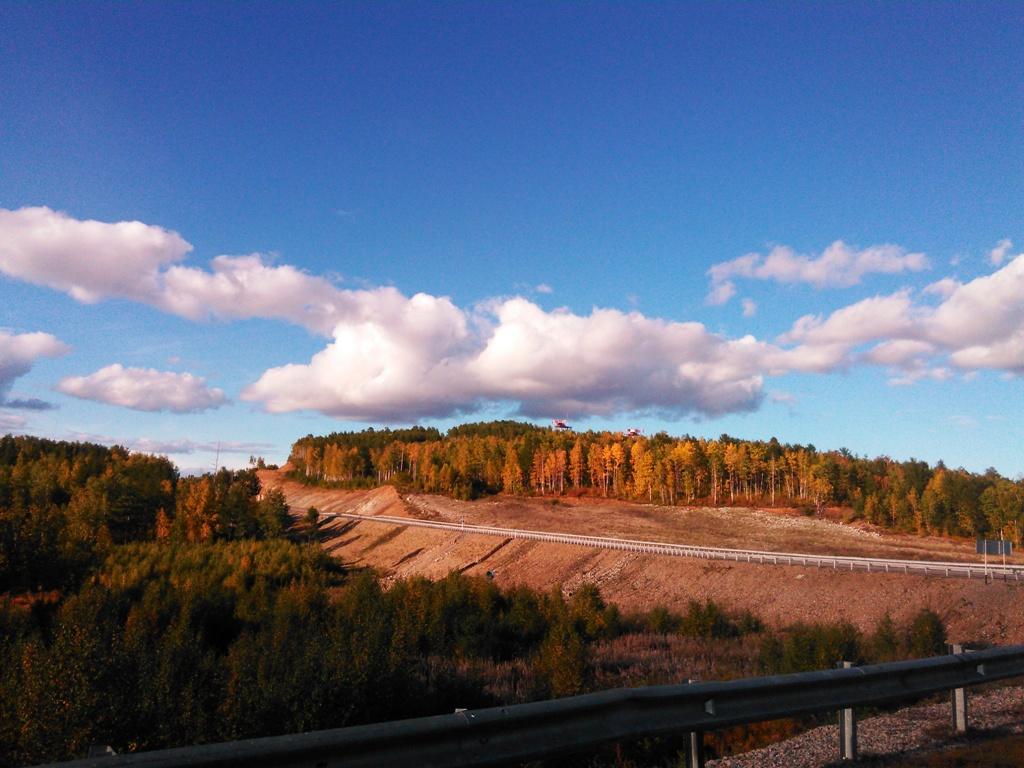
Р-297 осенью 2015 года
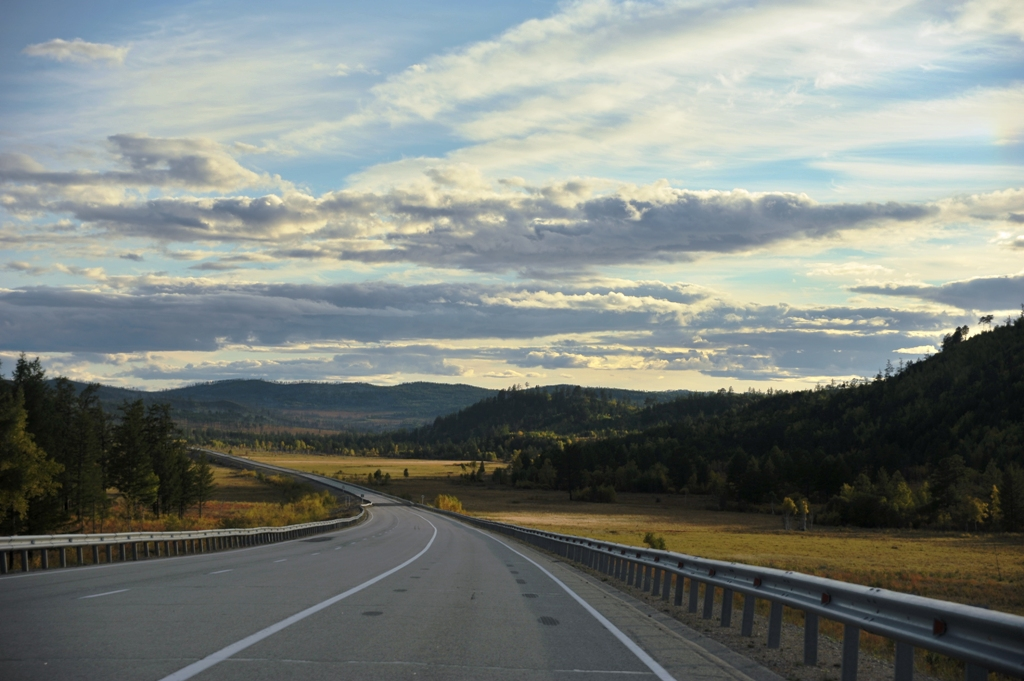
Р-297 осенью 2015 года
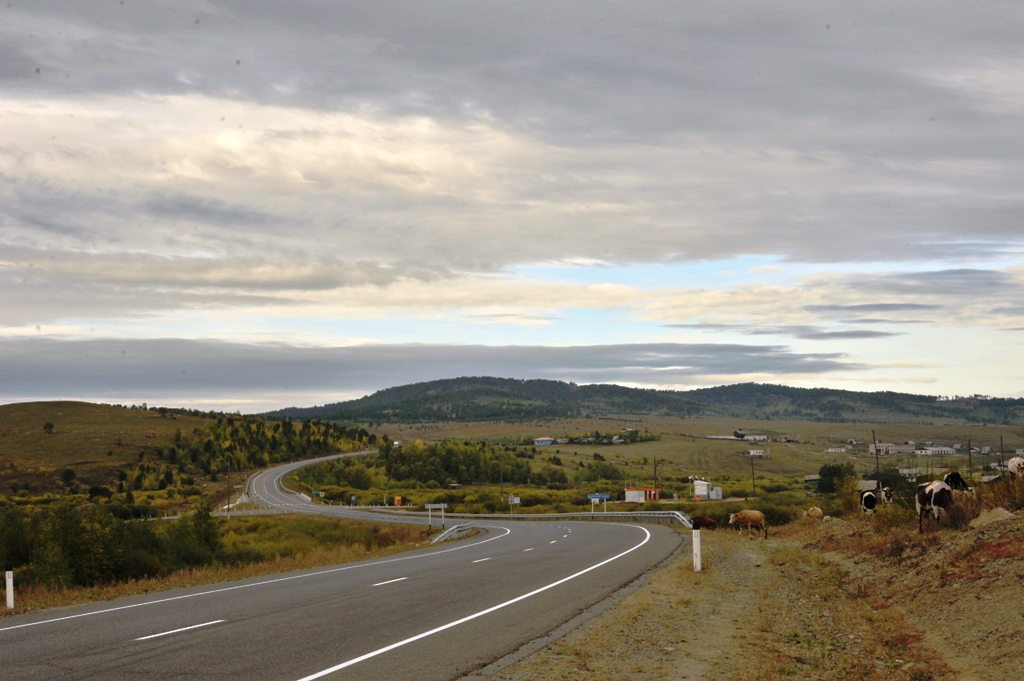
Р-297 «Амур»
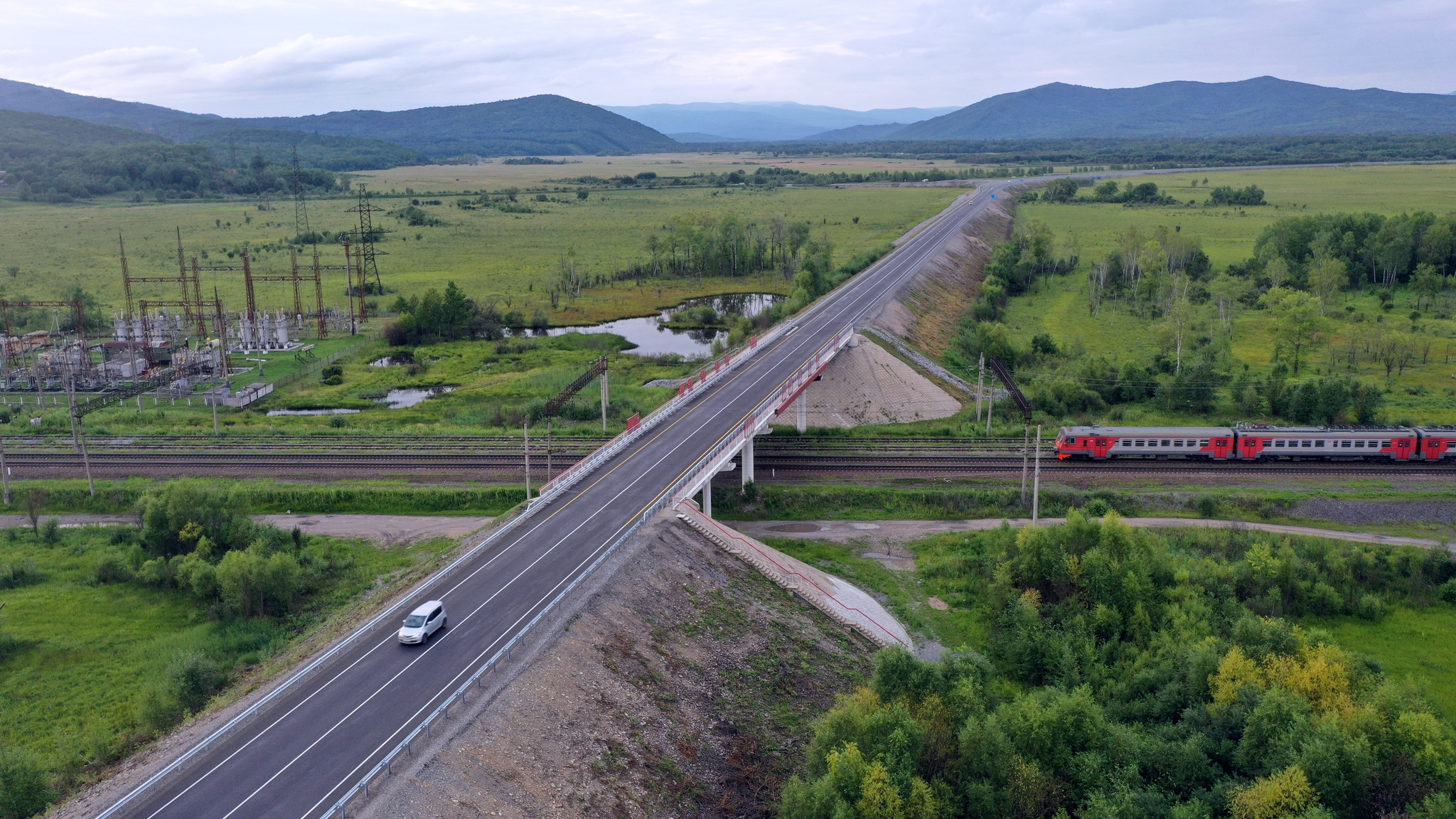
Пересечение с железной дорогой

## Белогорск — Благовещенск
Подъезд к Благовещенску (Белогорск — Благовещенск) длиной 124 километра был построен в 1949 году, реконструирован в 1998 — 2001 годах. Является частью азиатского маршрута AH31 Белогорск — Благовещенск — Хэйхэ — Харбин — Шэньян — Далянь. В 2016 году было обновлено покрытие на половине участка дороги.